# 小行星8958
小行星8958（英語：8958 Stargazer）是一颗围绕太阳公转的小行星。1998年3月23日，约翰·布劳顿在芦苇溪发现了此天体。
这颗小行星的绝对星等为352.87643等。